# الحسين بن علي الطولقي
الحسين بن علي بن عمر الطولقي (1830 - 3 نوفمبر 1891) (1246 - 1 ربيع الآخر 1309) فقيه مالكي وصوفي جزائري من أهل القرن التاسع عشر الميلادي/ الثالث عشر الهجري. ولد في مدينة طولقة ونشأ بها. أخذ الطريقة الخلوتية الرحمانية عن خاله مصطفى بن عزوز البرجي، وانتقل معه إلى مدينة نفطة سنة 1843، ثم انتقل بعائلته إلى مدينة تونس 1888 وسكنها حتى وفاته. 

## سيرته
ولد الحسين بن علي بن عمر في مدينة طولقة سنة 1246 هـ/ 1830 م. حفظ القرآن في طفولته وأخذ العلم عن كبار العلماء بها، منهم محمد المدني بن عزوز، فأخذ عنه علوم التوحيد والفقه واللغة والأدب. ثم أخذ الطريقة الخلوتية الرحمانية عن خاله مصطفى بن عزوز البرجي، وانتقل معه إلى مدينة نفطة سنة 1259 هـ/ 1843 م، واعتنى به وأسكنه إلى جواره، وزوّجه ابنته السيدة حليمة، واعتمد عليه في بناء الزاوية وعمرانها، وأدى فريضة الحج معه سنة 1266 هـ، وعيّنه مبعوثًا. 

وبعد وفاة شيخه قام ببناء زواية للطلبة وأبناء السبيل بعرش الشرفاء في نفطة إلى جانب زواية الشيخ مصطفى، وأقام جامعًا لأداء صلاة الجمعة. 

وفي سنة 1306 هـ / 1888 م انتقل بعائلته إلى مدينة تونس، ليكون أبناؤه على قرب من جامع الزيتونة ومن طلبه العلم فيه. ومن تلاميذته بالزواية: محمد الخضر حسين، ومحمد المكي بن الحسين، وزين العابدين بن الحسين التونسي، ومحمد الجنيدي، ومصطفى العروسي.

## وفاته
توفي غرة ربيع الثاني سنة 1309/ 3 نوفمبر 1891 بمدينة تونس، ودفن في زاوية سيدي فرج خارج باب سيدي عبد الله بتونس العاصمة. ورثاه العلماء والشعراء في عصره، منهم أحمد الأمين بن عزوز، أحمد بن المفتي القفصي.

## مؤلفاته
- «فاكهة الحلقوم في علم القوم»
- «دقائق النكت»، في المذكرات العلمية.